# Колега
Феликс Мартин Андреас Матијас Блуме (Фридберг, 3. август 1984), познатији под уметничким именом Колега (изворно Kollegah), немачки је репер. Такође је познат и као ’Колега дер Бос’ или ’Бос дер Босе’, те под псеудонимом ’Тони’ (T.O.N.I.). Снима у својој хип хоп издавачкој кући Алфа мјузик емпајер, са седиштем у Брауншвајгу (Доња Саксонија). Стил и манир му је увелико заснован на гангста репу. Најпознатији је по панчлајнима, дводелном метру, комплексу и вишесложним римама.

## Биографија
Феликс Блуме је рођен 3. августа 1984. године у Фридбергу (Хесен, Западна Немачка). Отац му је канадског, а мајка немачког порекла. Неке делове детињства је провео без оца. Надимак ’Колега’ је узео по очуху из Алжира. Одрастао је у Зимерну.
Године 2004. је дипломирао у Гимназији „Херцог-Јохан” у Зимерну; био је највиши степен, абитур.
Од децембра 2004. до маја 2005. Колега је учествовао у реп бетловима на онлајн платформи „Рајмлига бетл арена” (Reimliga Battle Arena, RBA) и победио у 11 од 14 оцењених бетлова. Сматра се да је најбржи репер у Немачкој.
Његов деби албум, Alphagene, изашао је 2007. године — као четврти значајнији албум Селфмејд рекордса. Попео се највише на 51. позицију немачког рангирања албума GfK.
У децембру 2012, из Селфмејд рекордса је изашао Zuhältertape Vol. 4 — први Колегин универзално дистрибуисан микстејп/концепт албум. Нашао се на 1. месту на немачким чартовима за албуме током прве недеље продаје преко 115.000 копија. Сертификован је као златни у току прве недеље.
Колега је живео у Диселдорфу и студирао јуриспруденцију на Универзитету у Мајнцу.
Године 2013. је добио гран при за колаборациони албум Jung, brutal, gutaussehend 2 који је снимио са Фаридом Бенгом. У првој недељи од издања продато је 80.000 копија албума.
Дана 9. маја 2014. године, немачки репер Колега је издао свој четврти соло албум — King. Добио је златни статус у Немачкој унутар 24 сата од изласка, са продатих више од 100.000 јединица и 160.000 током прве недеље; постао је први албум неког немачког уметника на броју један глобалног чарта албума Спотифаја. Такође, ниједан други реп албум у Немачкој није икада добио златни статус за само 24 сата.
У децембру 2016, издао је албум Imperator у својој издавачкој кући — Алфа мјузик емпајер.
Направљен је 77-минутни филм Колегине посете Палестини; када је постављен на Јутјуб постао је вирални, са преко 430.000 прегледа у прва 24 сата.

## Контроверзе

### Завада са Агро Берлином
Дана 11. марта 2009. године, изашао је Chronik 2 — албум са више уметника Селфмејд рекордса. Песма Westdeutschlands Kings — коју изводе Колега, Фејворит и Фарид Бенг — садржавала је увреде за Зидоа, Флера и Кити Кета из Агро Берлина.
Два дана после је објављена песма с насловом Früher wart ihr Fans, коју су као одговор отпевали Флер, Кити Кет и Годзила. У песми оптужују уметнике Селфмејд рекордса да су створили заваду само да би боље продали албум; Кити Кет такође напада Фејворита помињући смрт својих родитеља, који су умрли током камповања због ватре.
Колега је одговорио 20. марта песмом Fanpost, у којој је Флера назвао „дебелим кромпиром” и навео како га пробада шаргарепа.
Флер је узвратио песмом Schrei nach Liebe, чији је хор увелико базиран на хит синглу Ерцтеа из 1993. — Schrei nach Liebe.

## Дискографија
Студијски албуми
| \| Год. \| Информације о албуму \| Топ позиције \| Топ позиције \| Топ позиције \| Продаја \| \| Год. \| Информације о албуму \| НЕМ \| АУТ \| ШВА \| Продаја \| \| ---- \| -------------------------------------------------------------------------------------------------------------- \| ------------ \| ------------ \| ------------ \| ------------------------------------- \| \| 2007 \| Alphagene - Издавање: 16. новембар 2007. - Издавач: Селфмејд рекордс - Формати: CD, дигитално преузимање \| 51 \| — \| — \| НЕМ: > 020.000[27] \| \| 2008 \| Kollegah - Издавање: 29. август 2008. - Издавач: Селфмејд рекордс - Формати: CD, дигитално преузимање \| 17 \| 48 \| — \| НЕМ: > 020.000[27] \| \| 2011 \| Bossaura - Издавање: 14. октобар 2011. - Издавач: Селфмејд рекордс - Формати: CD, дигитално преузимање \| 5 \| 19 \| 14 \| НЕМ: > 040.000[27] \| \| 2014 \| King - Издавање: 9. мај 2014. - Издавач: Селфмејд рекордс - Формати: CD, дигитално преузимање \| 1 \| 1 \| 1 \| НЕМ: > 300.000[28] АУТ: > 007.500[29] \| \| 2016 \| Imperator - Издавање: 9. децембар 2016. - Издавач: Алфа мјзуик емпајер - Формати: CD, дигитално преузимање \| 1 \| 1 [30] \| 1 [31] \| \| \| 2018 \| Monument - Издавање: 7. децембар 2018. - Издавач: Алфа мјзуик емпајер - Формати: CD, дигитално преузимање \| 1 \| 1 \| 1 \| \| \| 2019 \| Alphagene II - Издавање: 13. децембар 2019. - Издавач: Алфа мјзуик емпајер - Формати: CD, дигитално преузимање \| 1 \| 7 \| 3 \| \| | |              |              |              |                               |
| Год. | Информације о албуму                                                                                           | Топ позиције | Топ позиције | Топ позиције | Продаја                       |
| Год. | Информације о албуму                                                                                           | НЕМ          | АУТ          | ШВА          | Продаја                       |
| 2007 | Alphagene - Издавање: 16. новембар 2007. - Издавач: Селфмејд рекордс - Формати: CD, дигитално преузимање       | 51           | —            | —            | НЕМ: > 020.000                |
| 2008 | Kollegah - Издавање: 29. август 2008. - Издавач: Селфмејд рекордс - Формати: CD, дигитално преузимање          | 17           | 48           | —            | НЕМ: > 020.000                |
| 2011 | Bossaura - Издавање: 14. октобар 2011. - Издавач: Селфмејд рекордс - Формати: CD, дигитално преузимање         | 5            | 19           | 14           | НЕМ: > 040.000                |
| 2014 | King - Издавање: 9. мај 2014. - Издавач: Селфмејд рекордс - Формати: CD, дигитално преузимање                  | 1            | 1            | 1            | НЕМ: > 300.000 АУТ: > 007.500 |
| 2016 | Imperator - Издавање: 9. децембар 2016. - Издавач: Алфа мјзуик емпајер - Формати: CD, дигитално преузимање     | 1            | 1            | 1            |                               |
| 2018 | Monument - Издавање: 7. децембар 2018. - Издавач: Алфа мјзуик емпајер - Формати: CD, дигитално преузимање      | 1            | 1            | 1            |                               |
| 2019 | Alphagene II - Издавање: 13. децембар 2019. - Издавач: Алфа мјзуик емпајер - Формати: CD, дигитално преузимање | 1            | 7            | 3            |                               |

Колаборациони албуми
| Год. | Информације о албуму | Топ позиције | Топ позиције | Топ позиције | Продаја                       | Напомене                            |
| Год. | Информације о албуму | НЕМ          | АУТ          | ШВА          | Продаја                       | Напомене                            |
| ---- | --- | ------------ | ------------ | ------------ | ----------------------------- | ----------------------------------- |
| 2009 | Jung, brutal, gutaussehend (са Фаридом Бенгом) - Издавање: 19. јун 2009. - Издавач: Селфмејд рекордс - Формати: CD, дигитално преузимање                             | 30           | —            | —            |                               | Стављен на Индекс у јуну 2012.      |
| 2013 | Jung, brutal, gutaussehend 2 (са Фаридом Бенгом) - Издавање: 8. фебруар 2013. - Издавач: Селфмејд рекордс - Формати: CD, дигитално преузимање                        | 1            | 1            | 1            | НЕМ: > 150.000 АУТ: > 007.500 | Стављен на Индекс у фебруару 2014.  |
| 2017 | Jung, brutal, gutaussehend 3 (са Фаридом Бенгом) - Издавање: 1. децембар 2017. - Издавач: Бенгер музик, Алфа мјузик емпајер, BMG - Формати: CD, дигитално преузимање | 1            | 1            | 1            |                               | Стављен на Индекс у септембру 2018. |
| 2018 | Platin war gestern (са Фаридом Бенгом) - Издавање: 10. август 2018. - Издавач: Бенгер музик, Алфа мјузик емпајер, Грув атак - Формати: CD, дигитално преузимање      | 1            | 1            | 1            |                               |                                     |

Микстејпи
| Год. | Информације о албуму                                                                                    |
| ---- | --- |
| 2005 | Zuhältertape Volume 1 - Издавање: 20. јул 2005. - Формат: слободно преузимање                           |
| 2005 | Zuhältertape (X-Mas Edition) - Издавање: 22. децембар 2005. - Издавач: Селфмејд рекордс - Формат: CD    |
| 2006 | Boss der Bosse - Издавање: 9. јун 2006. - Издавач: Селфмејд рекордс - Формат: CD                        |
| 2009 | Zuhältertape Vol. 3 - Издавање: 19. децембар 2009. - Издавач: Селфмејд рекордс - Формат: CD             |
| 2010 | Hoodtape Vol. 1 - Издавање: 14. август 2010. - Издавач: Селфмејд рекордс - Формат: CD                   |
| 2010 | Hoodtape Volume 1 X-Mas Edition - Издавање: 18. децембар 2010. - Издавач: Селфмејд рекордс - Формат: CD |
| 2015 | Zuhältertape Vol. 4 - Издавање: 11. децембар 2015. - Издавач: Селфмејд рекордс - Формат: CD             |
| 2016 | Hoodtape Vol. 2 - Издавање: 9. децембар 2016. - Издавач: Алфа мјузик емпајер - Формат: CD               |
| 2017 | Golden Era Tourtape - Издавање: 14. јул 2017. - Издавач: Алфа мјузик емпајер - Формат: CD               |
| 2017 | Tagteam Tape 2 - Издавање: 18. август 2017. - Издавач: Алфа мјузик емпајер - Формат: CD                 |
| 2018 | Hoodtape Vol. 3 - Издавање: 7. децембар 2018. - Издавач: Алфа мјузик емпајер - Формат: CD               |

Компилације
| Год. | Информације о албуму | Топ позиције | Топ позиције | Топ позиције |
| Год. | Информације о албуму | НЕМ          | АУТ          | ШВА          |
| ---- | --- | ------------ | ------------ | ------------ |
| 2017 | Legacy - Издавање: 14. јул 2017. - Издавач: Алфа мјузик емпајер - Формати: CD, дигитално преузимање                                         | 2            | 8            | 11           |
| 2018 | Freetracks Compilation (са Босхафте Битсом) - Издавање: 2. фебруар 2018. - Издавач: Алфа мјузик емпајер - Формати: CD, дигитално преузимање | —            | —            | —            |

Семплери
| Год. | Информације о албуму | Топ позиције | Топ позиције | Топ позиције |
| Год. | Информације о албуму | НЕМ          | АУТ          | ШВА          |
| ---- | --- | ------------ | ------------ | ------------ |
| 2007 | Chronik I (са Фејворитом, Слик Ваном и Шимлом) - Издавање: 2007. - Издавач: Селфмејд рекордс - Формати: CD, дигитално преузимање                      | —            | —            | —            |
| 2009 | Chronik II (са Фејворитом, Каспером и Шимлом) - Издавање: 2009. - Издавач: Селфмејд рекордс - Формати: CD, дигитално преузимање                       | —            | —            | —            |
| 2015 | Chronik III (са 257ers-има, Генетиком, Фејворитом и Карате Андијем) - Издавање: 2015. - Издавач: Селфмејд рекордс - Формати: CD, дигитално преузимање | 1            | 2            | 3            |

Слободне нумере
| Год. | Наслов                                                                                        | Напомене                                                                     |
| ---- | --------------------------------------------------------------------------------------------- | ---------------------------------------------------------------------------- |
| 2005 | Kid Hook (ремикс)                                                                             |                                                                              |
| 2005 | Bling Bling Drive-By                                                                          |                                                                              |
| 2005 | Untertreiberrap (Transmitter rap)                                                             |                                                                              |
| 2005 | Zwischen die Augen (Between the eyes) (feat. Бенкхог & Ди-џеј Крест)                          |                                                                              |
| 2006 | Edelpuffkiller                                                                                |                                                                              |
| 2006 | Untergrund Union (Underground union) (feat. Сани & Миго)                                      |                                                                              |
| 2006 | Tonistyle                                                                                     |                                                                              |
| 2007 | Schädelbasisbrecher (Skull base fracturer)                                                    | Издат на Џус CD-у #80                                                        |
| 2007 | Ein guter Tag zum Sterben (A good day to die)                                                 | Ова нумера је против Сепарејта Садржи семпл Најтвишове песме End of All Hope |
| 2007 | Hater                                                                                         |                                                                              |
| 2007 | Waffenfetisch                                                                                 |                                                                              |
| 2008 | Bodyguard                                                                                     | Издат на Џус CD-у #88                                                        |
| 2008 | Hero                                                                                          | Инструментал из Насове песме Hero                                            |
| 2008 | So meine Freunde (So my friends)                                                              |                                                                              |
| 2009 | Fanpost (Fan letter)                                                                          | Ова нумера је против Флера                                                   |
| 2009 | Autogramm (Autograph)                                                                         | Издат на Џус CD-у #100                                                       |
| 2009 | Wir ficken die Szene (We fuck the scene) (са Фаридом Бенгом)                                  |                                                                              |
| 2009 | Endlösung (The final solution)                                                                |                                                                              |
| 2009 | Diese Rapper (These rappers)                                                                  |                                                                              |
| 2009 | Warnschüsse (Warning shots)                                                                   | Ова нумера је против Зидоа                                                   |
| 2010 | Meine Lady / Für immer Player (My lady / For ever a player)                                   | Сингл с дуплом А-страном за слободно преузимање                              |
| 2011 | Facebook Exclusive                                                                            | Посебно за Фејсбук                                                           |
| 2012 | Mosaikmuster                                                                                  | Посебно за Фејсбук                                                           |
| 2012 | Ich bin King (I am king)                                                                      | Посебно за Фејсбук                                                           |
| 2012 | G-Punkt                                                                                       | Посебно за Фејсбук                                                           |
| 2013 | Ruhe vor dem Sturm (Ruhe vor dem Sturm)                                                       | Посебно за Фејсбук                                                           |
| 2013 | Armageddon (Armageddon)                                                                       | Посебно за Фејсбук                                                           |
| 2013 | NWO (NWO)                                                                                     | Посебно за Фејсбук                                                           |
| 2014 | Ghettoworkout                                                                                 |                                                                              |
| 2014 | Von Salat schrumpft der Bizeps (The Biceps shrinks from Salad) (feat. Маџо & Гецфрид герлс)   |                                                                              |
| 2014 | Bosstransformation                                                                            |                                                                              |
| 2014 | Das hat mit Hip-Hop nichts zu tun (That Has Nothing to Do with Hip Hop)                       |                                                                              |
| 2015 | 20 Zuhälterbars Exclusive (20 Pimp Bars Exclusive)                                            |                                                                              |
| 2016 | Fanpost 2 (Fan letter 2)                                                                      | Ова нумера је против Флера                                                   |
| 2016 | Apokalypse (Apocalypse)                                                                       |                                                                              |
| 2017 | Voulez vous coucher avec MOIS (Do You Want to Sleep With Me) (feat. Али Ас, Сејед & Прити Мо) |                                                                              |

## Турнеје
- Alphagene (2008)
- Mittelfinger Hoch (2009)
- Teens for Cash (2010)
- Je mehr Testo besser (2010)
- Live 2011 (2011)
- JBG 2 (2013)
- King (2014)
- Red Light (2016)
- Imperator (2017)
- JBG 3 (2018)
- Monument (2019)

## Награде и признања
- 2008: Juice Awards — 1. место у категорији Newcomer National[36]
- 2009: Juice Awards — 1. место у категорији Album National за микстејп/стрит албум Zuhältertape Volume 3 и 2. место у категорији Künstler National[37]
- 2014: 1 Live Krone — у категорији Best Hip-Hop-Act за сингл Du bist Boss[38]
- 2014: Webvideo-Preis — у категоријама Epic, AAA за музички видео Armageddon[39]
- 2014: Webvideo-Preis — у категорији Newbie за објаву промоције на Јутјубу[39]
- 2015: Echo — за Best Interactive Act и најбољи акт у категорији Hiphop/Urban

Златни сертификати (у Немачкој)
- 2013: за албум Jung, brutal, gutaussehend 2 са Фаридом Бенгом
- 2014: за албум King[28]

Платинасти сертификати (у Немачкој)
- 2014: за албум King[28]

Златни сертификати (у Аустрији)
- 2013: за албум Jung, brutal, gutaussehend 2 са Фаридом Бенгом
- 2014: за албум King[29]